# 浮世畫家
《浮世畫家》（英語：An Artist of the Floating World）是石黑一雄於1986年出版的作品，獲英國及愛爾蘭圖書協會頒發的惠特貝瑞圖書獎和英國布克獎（Booker Prize）提名。

## 內容
二次大戰後的日本在一片破敗中尋求重建。老畫家回頭審視一生的藝術生涯，重新評價昔日崛起壯大的軍國主義，並思考：自己是否也要為戰爭付出代價和道歉。

## 書籍資料
| 書名 | 出版社     | 出版日期 | 叢書 | ISBN               | 格式      | 頁數  | 來源 |
| ---- | ---------- | -------- | ---- | ------------------ | --------- | ----- | ---- |
|      | 費伯出版社 | 1986年   |      | ISBN 0-571-20913-0 | 精裝/平裝 | 206頁 |      |

### 中譯本
| 書名 | 譯者   | 出版社     | 出版日期      | 叢書           | ISBN                   | 格式 | 頁數  | 來源 |
| ---- | ------ | ---------- | ------------- | -------------- | ---------------------- | ---- | ----- | ---- |
|      | 謝瑤玲 | 皇冠文化   | 1994年7月20日 | 當代文學(10)   | ISBN 957-33-1103-8     | 平裝 | 226頁 |      |
|      | 鄧鴻樹 | 新雨出版社 | 2019年8月     | 石黑一雄作品集 | ISBN 978-986-227-258-9 | 平裝 | 252頁 |      |

## 日本電視劇

### 演員表
- 小野益次 - 渡邊謙
- 村上節子 - 廣末涼子
- 小野紀子 - 前田亞季
- 村上一郎 - 寺田心
- 村上素一 - 和田正人
- 黑田 - 萩原聖人
- 円地 - 渡邊大知（日语：渡辺大知）
- 三宅二郎 - 武田航平
- 信太郎 - 佐藤隆太
- マダム川上 - 秋山菜津子（日语：秋山菜津子）
- 青年小野 - 中村蒼
- 青年松田 - 大東駿介
- 松田知州 - 奥田瑛二
- 森山誠治・モリさん - 小日向文世
- 中原康成・カメさん - 前野朋哉（日语：前野朋哉）
- 齋藤博士 - 佐野史郎
- 齋藤夫人 - 余貴美子
- 齋藤太郎 - 石黑英雄
- 齋藤満男 - 小日向星一（日语：小日向星一）
- 小野的母親 - 斎藤とも子（日语：斎藤とも子）
- 小野的父親 - 长谷川初范

### 製作團隊
- 原作 - 石黑一雄《浮世畫家》
- 腳本- 藤本有紀（日语：藤本有紀）
- 音樂- 三宅純（日语：三宅純）
- 制作統括 - 内藤慎介（NHK Enterprise（日语：NHKエンタープライズ））、海邊潔（日本广播协会）
- 演出 - 渡邊一貴（NHK Enterprise）
- 制作協力 -  NHK Enterprise
- 制作・著作 - 日本广播协会